# Zenkovci
Zenkovci (Hongaars: Zoltánháza, Duits: Zelting) is een plaats in Slovenië en maakt deel uit van de gemeente Puconci in de NUTS-3-regio Pomurska. De plaats telde 331 inwoners op 1 januari 2020.